# Tony Mottola
| Audio externe | |
|               | Vous pouvez écouter Tony Mottola interprétant «Swing Low, Sweet Chariot» (par Wallace Willis) et «The Jazz Me Blues» (par Tom Delaney) avec l'accordéoniste John Serry Sr. et l'Accordéon et la Sextette de Joe Biviano en 1947 Ici (en) |

Tony Mottola est un guitariste, compositeur, acteur et gestionnaire américain né le 18 avril 1918 à Kearny, New Jersey (États-Unis), et mort le 9 août 2004 à Denville (New Jersey).

## Biographie
En 1946, Tony Mottola a collaboré avec l'accordéoniste italien-américain John Serry Sr. et le Biviano Sextette sur l'album «Accordion Capers» pour Sonora Records (# MS 476) aux États-Unis. Il a également enregistré la composition de Serry's  Leone Jump  (Swing Jazz) pour Sonora Records (# 3001B) en tant que record unique en 1945.

## Filmographie

### comme compositeur
- 1950 : Danger (série TV)
- 1953 : Violated
- 1988 : À bout de course (Running on Empty)

### comme acteur
- 1957 : The Jack Paar Tonight Show (série TV) : Guitarist (1958-1962)